# Krótka piosenka o miłości
Krótka piosenka o miłości – trzeci singel zespołu Myslovitz, wydany w listopadzie 1995 roku.

## Lista utworów
| 1. | "Krótka piosenka o miłości" | 3:33  |
|    |                             |       |
| 2. | "Myslovitz" remix95         | 4:16  |
|    |                             |       |
|    |                             | 07:49 |
|    |                             |       |